# Davisoniella eucalypti
Davisoniella eucalypti är en svampart som beskrevs av H.J. Swart 1988. Davisoniella eucalypti ingår i släktet Davisoniella och familjen Mycosphaerellaceae.   Inga underarter finns listade i Catalogue of Life.